# Буди (Сташовський повіт)
Буди (пол. Budy) — село в Польщі, у гміні Боґорія Сташовського повіту Свентокшиського воєводства.
Населення — 191 особа (2011).
У 1975—1998 роках село належало до Тарнобжезького воєводства.

## Демографія
Демографічна структура на день 31 березня 2011 року:
|          | Загалом | Допрацездатний вік | Працездатний вік | Постпрацездатний вік |
| -------- | ------- | ------------------ | ---------------- | -------------------- |
| Чоловіки | 96      | 23                 | 68               | 5                    |
| Жінки    | 95      | 19                 | 56               | 20                   |
| Разом    | 191     | 42                 | 124              | 25                   |